# Razred Kralj
Razred Kralj je razred dveh raketnih čolnov, od katerih je bil en zgrajen po naročilu SFRJ, eden pa je bil po razpadu Jugoslavije zgrajen za hrvaško mornarico. Od leta 2009 obe plovili ostajata v uporabi. Gre za nadgrajeno različico razreda raketnih čolnov Rade Končar in je daljši za 8,5 metra. Kralj Petar Krešimir IV in njegova sestrska ladja Kralj Dmitar Zvonimir sta edini ladji v svojem razredu. Leta 1999 so razmišljali o gradnji morebitne tretje ladje, ki pa zaradi proračunskih omejitev ni bila nikoli zgrajena.
Obe plovili sta poimenovani po zgodovinskih hrvaških kraljih.